# JurisClasseur Québec
Le JurisClasseur Québec est une encyclopédie du droit québécois publiée à partir de 2012 par LexisNexis Canada. Subdivisée en 26 ouvrages distincts, elle couvre la plupart des sujets du droit québécois. 
Elle a reçu le prix Hugh Lawford d’excellence en édition juridique de l'Association canadienne des bibliothèques de droit" en 2014.

## Volumes

### Collection Droit civil
- Biens et publicité des droits
- Contrats nommés I
- Contrats nommés II
- Droit international privé
- Obligations
- Personnes et famille
- Preuve et prescription
- Procédure civile I
- Procédure civile II
- Responsabilité civile et professionnelle
- Successions et libéralités
- Sûretés
- Collection Droit du travail
- Rapports individuels et collectifs du travail
- Santé et sécurité du travail

### Collection Droit des affaires
- Droit bancaire
- Droit de la consommation et de la concurrence
- Droit des sociétés
- Propriété intellectuelle
- Faillite, insolvabilité et restructuration
- Valeurs mobilières

### Collection Droit pénal
- Droit pénal général
- Preuve et procédure pénales

### Collection Droit public
- Droit administratif
- Droit constitutionnel
- Droit de l’environnement